# Rhön
Rhön este o regiune muntoasă de origine vulcanică, care face parte din Mittelgebirge, fiind situată la granița landurilor Bayern, Hessen și Thüringen din Germania. Partea centrală a regiunii este o biorezervație, muntele cel mai înalt fiind Wasserkuppe (950,2 m) situat în Hessa. Denumirea provine probabil din limba celtă raino (= deluros). Pădurile de fag au fost defrișate masiv deja în perioada evului mediu.

## Geografie
Regiunea este delimitată la nord-vest de munții Knüllgebirge, la nord-est de Thüringer Wald, la sud-est de regiunea Grabfeld, la sud de Unterfranken la sud-vest de Spessart și la vest de Vogelsberg.
Rhön este subîmpărțit în:
- „Vordere Rhön” (situat intre Bad Salzungen in nord, Meiningen in est, Fladungen in sud, Langen Rhön in sud-vest și Felda)
- „Auersberger Kuppenrhön” (la granița de vest dintre Turingia și Hessa)
- „Soisberger Kuppenrhön cu hessișe Kegelspiel” (situat intre  Seulingswald in nord, Ulster ca graniță cu Auersberger Kuppenrhön in est, Milseburger Kuppenrhön in sud, Hünfelder Becken in sud-vest și Haunetal in vest.
- „Hohe Rhön” (Ronul Mare) (cu Wasserkuppe, 950,2 m) (in Turingia,.Bavaria și Hessa.

## Munți
1. Wasserkuppe (950,2 m) - Landkreis Fulda, höchster Berg der Hohen Rhön und Hessens
2. Dammersfeldkuppe (928 m), Grenze Bayern-Hessen, Hohe Rhön
3. Kreuzberg (927,8 m), Landkreis Rhön-Grabfeld, Bayern, Hohe Rhön
4. Heidelstein (925,7 m), Landkreis Rhön-Grabfeld, Bayern, Hohe Rhön
5. Stirnberg (901,9 m), Grenze Bayern-Hessen, Hohe Rhön
6. Himmeldunk (887,9 m), Grenze Bayern-Hessen, Hohe Rhön
7. Milseburg (835,2 m), Landkreis Fulda, Hessen,cel mai inalt din  Kuppenrhön
8. Gebaberg (751 m; „Hohe Geba“), Landkreis Schmalkalden-Meiningen, Thüringen, cel mai inalt din  Vorderen Rhön

## Localități

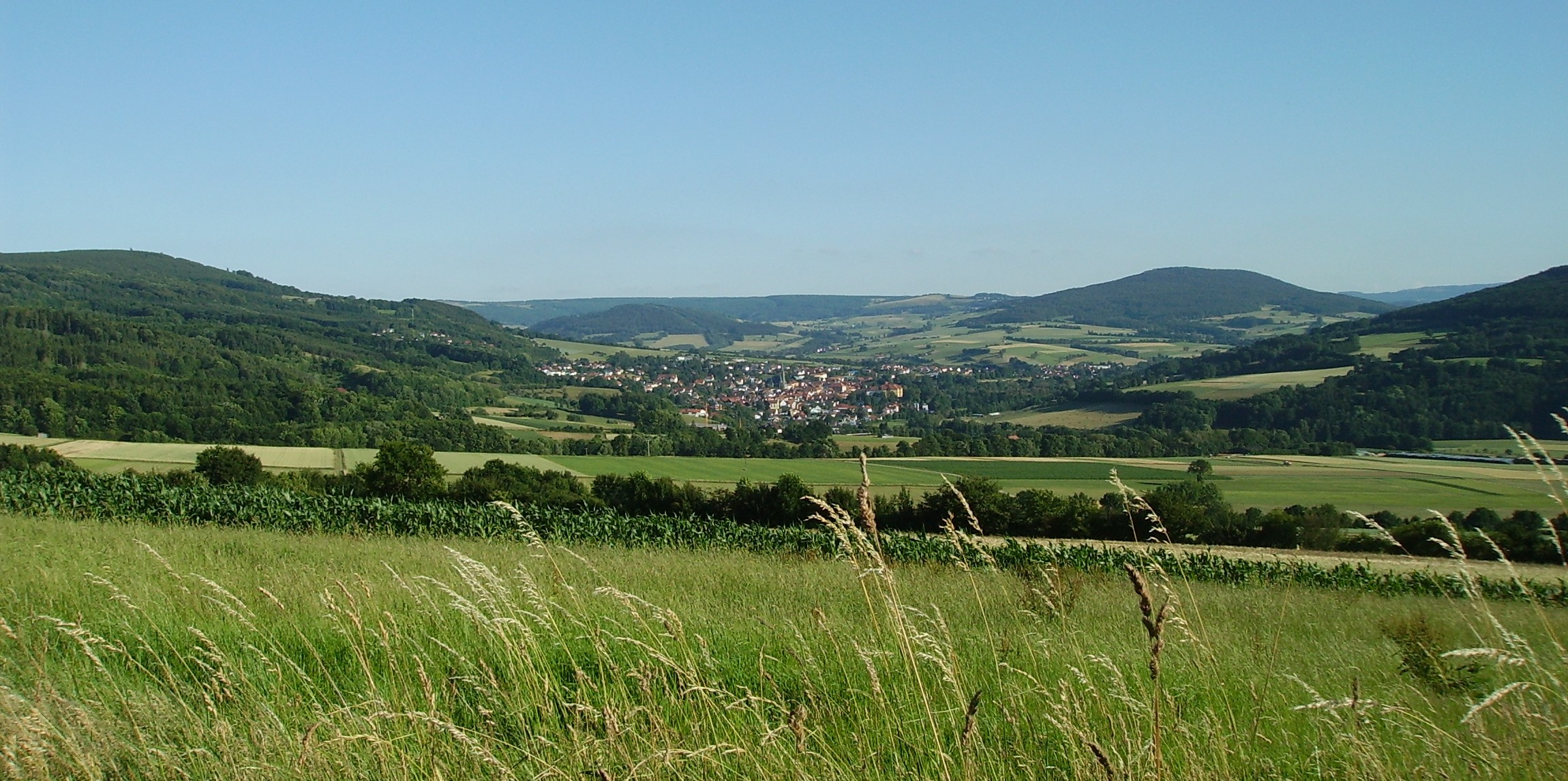
Peisaj tipic regiunii Rhön lângă Tann (în iunie)

| - Bad Brückenau - Bischofsheim an der Rhön - Burkardroth - Dipperz - Dermbach - Ebersburg - Ehrenberg - Eiterfeld - Friedewald | - Fladungen - Geisa - Gersfeld (Rhön) - Hausen - Helmershausen - Hilders - Hofbieber - Hünfeld - Kaltennordheim | - Nordheim vor der Rhön - Oberleichtersbach - Oechsen - Ostheim vor der Rhön - Poppenhausen - Riedenberg - Tann (Rhön) - Wildflecken |

## Localități din apropiere
| - Bad Hersfeld - Bad Kissingen - Bad Bocklet - Bad Neustadt - Bad Salzungen | - Fulda - Künzell - Hammelburg - Hünfeld | - Meiningen - Mellrichstadt - Vacha - Wasungen |

## Râuri
| - Fränkische Saale (142 km) - Streu (40 km) - Brend (30 km) - Kellersbach (--km) - Thulba (31 km) - Schondra (31 km) - Sinn (50 km) | - Fulda (218 km) - Haune (64 km) - Lütter (16 km) - Werra (298 km) - Herpf (22 km) - Ulster (56 km) - Felda (40 km) |